# Geirvimul Catena
La Geirvimul Catena è una struttura geologica della superficie di Callisto.